# Bukaresti béke (1918)
A bukaresti béke a Román Királyság és a központi hatalmak közötti különbéke volt 1918. május 7-én, amellyel lezárultak a Romániában folyó harcok. Bár a békeszerződés területileg csak kis mértékben károsította meg Romániát, amely Dobrudzsa helyett hallgatólagosan megkapta Besszarábiát, gazdasági intézkedései és a kiegészítő gazdasági szerződések miatt erős ellenérzést váltott ki a románokból, akik „rablóbéke” névvel illették a szerződést. A béke megkötésével Románia megszegte az antantnak tett azon ígéretét, hogy nem köt különbékét, ám ennek ellenére később mégis győztes hatalomként fejezhette be a világháborút.

## Előzmények
Az első világháború kitörése után a központi hatalmak, amelyekkel Románia szövetségben állt, a háborúba való csatlakozásra szólították fel a I. Károly román királyt, amelyet azonban végül a koronatanács elutasított, és a király tudomásul vett. Románia tehát deklarálta semlegességét a konfliktusban, azonban a háború előrehaladtával mindkét fél igyekezett magának megnyerni Romániát. A Károlyt a trónon követő I. Ferdinánd már sokkal szabadabban kezelte külpolitikáját, és 1916. augusztus 17-én megkötötte a bukaresti szerződést az antant képviselőivel, amelyben támogatták Románia területi igényeit, ám kikötötték, hogy különbéke kötésére nem kerülhet sor. Az augusztus 28-án indított román támadás azonban hamarosan kifulladt a rossz kiképzettség, a gyenge vezetés és a hadműveleteket lassító fosztogatások miatt. A magyar csapatok megsegítésére érkezett német egységek gyorsan visszavetették a román csapatokat, és december 6-án Bukarestet is elfoglalták. Bár Moldva északi részén az antant és főleg az Orosz Birodalom segítségével a román hadsereg meg tudta vetni a lábát, az 1917-es októberi orosz forradalom és a breszt-litovszki béke után a román kormány kénytelen volt fegyverszünetet kérni december 9-én.

## A szerződés

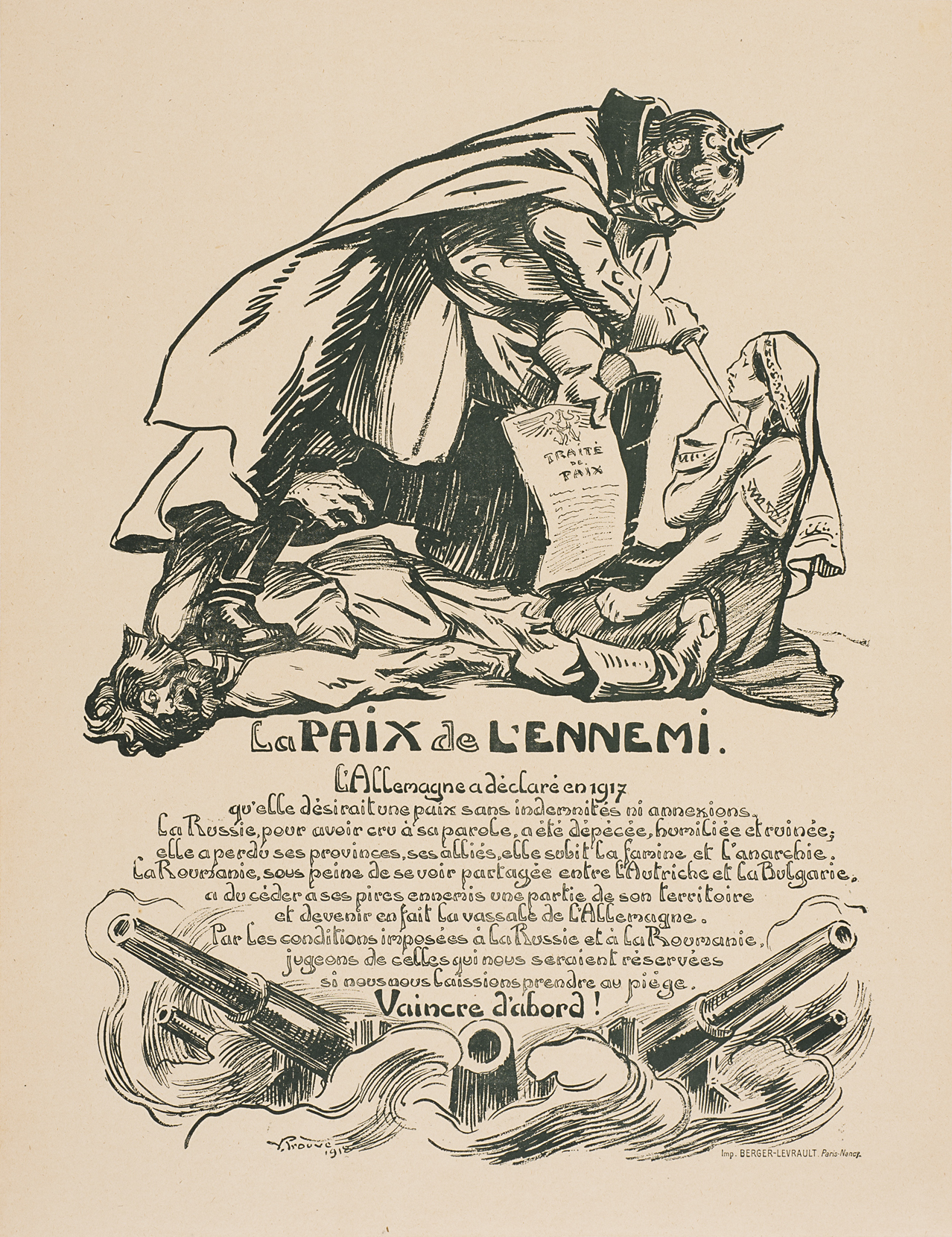
Francia karikatúra a bukaresti békéről: II. Vilmos tőrt tart a Romániát jelképező nő nyakához, míg másik kezével a békeszerződést mutatja felé

A fegyverszüneti megbeszélések Foksányban kezdődtek meg 1917. december 7-én, majd 9-én aláírták a fegyverszüneti okmányt. A román vezérkar bízott abban, hogy a frissen alakult Ukrajna segít még nekik egy ideig, ám 1918. február 9-én az ukránok megkötötték a békeszerződést. A románok sem tehettek ezután másként, így már másnap, február 10-én békét kértek. Február 24-én a német kormány megbízottjai átadták a békeszerződés főbb pontjait tartalmazó dokumentumokat, majd március 5-én a két fél előzetes békét kötött a Bukarest melletti Bufteában. A román csapatok ezután megszállták egykori szövetségesük, Oroszország besszarábiai területeit – melyeket az Orosz Birodalom még a hetedik orosz–török háborút lezáró 1812-es bukaresti békeszerződés értelmében foglalt el, – és a románok által szervezett helyi bábkormány április 9-én kimondta a Romániához történő örökös csatlakozást. Március 18-án a németbarát Alexandru Marghiloman kormánya került hatalomra, és május 7-én a bukaresti Cotroceni-kastélyban megkötötte a békét a központi hatalmakkal.
A szerződés 8 fejezetre volt osztva, és ezek határozták meg Románia további helyzetét. A hadsereget 10 hadosztályra korlátozták, ebből csupán a besszarábiai kettő maradhatott teljes harci létszámon, a Moldvában lévő nyolcnak békelétszámot írtak elő, ezzel 32 000 főben maximálva a román hadsereget. A hadiflotta teljes készültségben maradhatott. Romániát területi veszteségek is érték, ugyanis Dobrudzsát a Duna-deltáig át kellett adniuk Bulgáriának, ezen kívül a Kárpátok környéki keskeny, gyengén lakott sávot - 5113 km²-nyi területet - az Osztrák–Magyar Birodalomnak, amelyből 3249 km² került Magyarországhoz. Viszont a békében hallgatólagosan Romániának adták Besszarábiát, amely az előbbiekkel szemben sűrűn lakott, jó termőföldű terület volt. A szerződés értelmében minden vallási felekezet egyenrangúvá vált, így elméletileg a zsidók helyzete is rendeződött. Románia azonban megszállás alatt maradt, amelyet a központi hatalmak maximum hat hadosztálya látott el. A békeszerződés azonban gazdasági intézkedéseiben igen súlyos tehernek bizonyult, így például a teljes román kőolajtermelést német cégek kezébe adta volna, illetve kötelezte Romániát, hogy pár éven keresztül adja át élelemfeleslegét a központi hatalmaknak, és több háborús üzem bérbeadására is sor került. Ezek miatt nevezték a románok „rablóbékének” a szerződést.
A bukaresti békét június 4-én a német Bundesrat (felsőház), június 28-án a román Képviselőház, július 3-án a német Reichstag (alsóház), július 4-én pedig a román szenátus is jóváhagyta. I. Ferdinánd román király azonban nem írta alá a szerződést, így az nem is került becikkelyezésre. A románok a hadsereg leszerelését előíró rendelkezést sem tartották be, húzták az időt, így a nyugati front német vereségének idejében még mindig 175 000 román katona állt fegyverben. A békeszerződést a német fegyverletétel után a breszt-litovszki békével együttesen semmisnek nyilvánították, és Románia az antantnak tett ígérete megszegése ellenére is a győztes oldalon fejezhette be a háborút.